# آمیزه‌سازی
در زبان‌شناسی، ساختن یک واژه با ترکیب بخش‌هایی از دیگر واژه‌ها را آمیزه‌سازی می‌گویند.
نمونه‌ها در فارسی:
- سکبا: سرکه+با
- سکنجبین: سرکه+انگبین
- سکاهن: سرکه+آهن
- رزمایش: واژهٔ رزمایش از هم‌آمیزی دو واژهٔ رزم + آزمایش پدید آمده. این واژه از مصوبات فرهنگستان زبان و ادب فارسی است.
- پرگار: پَرهون (دایره) + نگار
- کَلاپیسه: (مرکب از «کلاغ» و «پیسه») به‌معنی کلاغ سیاه و سپید. مولوی سروده‌است:

گفت تا چشمش کلاپیسه شدن/ کور گشته‌ست این دو چشم کورِ من
- سوزیان: (در اصل «سود و زیان») به‌معنی سرمایه. ناصرخسرو:

ز دنیا زیانت ز دین سود کردی/ اگر خوارگیری به دین سوزیان را
- وَرزاو: (مرکب از «ورز» به‌معنای کشاورزی، صورتِ دیگری از «برز» که در «برزگر» می‌بینیم، و «گاو») گاو نر، گاوی که برای شخم‌زدن و شیارکردن زمین‌های کشاورزی به‌کار می‌رود.
- بوک: (ترکیبی از «بُوَد» و «که») باشد که، امید که، شاید که، و نیز اگر. از مثنوی مولوی:

ای بسا کس مرده در بوک و مگر/ که اگر این کردمی یا آن دگر